# Dangerous (마이클 잭슨의 노래)
〈Dangerous〉는 미국의 가수 마이클 잭슨의 노래이다. 이 곡은 1991년 11월에 발매된 잭슨의 동명 음반의 14번째이자 마지막 곡이다. 잭슨, 빌 보트렐, 테디 라일리가 작사, 작곡한 이 곡은 1994년 1월 발매 예정인 음반의 열 번째 싱글로 계획되었다. 그러나 1993년 8월 잭슨에 대한 아동 성학대 의혹과 잭슨의 건강 문제로 인해 이러한 계획은 취소되었다. Dangerous는 인더스트리얼 음악이 접목된 뉴 잭 스윙 곡이다.
〈Dangerous〉는 이 곡이 발표되기 전에 이 곡의 부모 음반에 대한 리뷰에서 현대 비평가들로부터 긍정적인 반응을 얻었다. 이 곡은 싱글로 발매되지는 않았지만, 〈Dangerous〉는 6월 잭슨의 죽음 이후 2009년 중반에 음원 차트에 진입했다.
1994년, 작곡가 크리스탈 카티에는 잭슨, 보트렐, 라일리가 〈Dangerous〉를 표절했다고 주장했다. 이후 열린 법정 심리에서 판사는 증거 부족으로 잭슨, 보트렐, 라일리의 손을 들어줬다.
《Dangerous: The Short Films》가 거의 끝날 무렵, 이 노래는 그의 Dangerous World Tour 동안의 다양한 공연의 영상을 통해 연주된다. 〈Dangerous〉의 라이브 공연은 〈Dangerous〉 투어 3차전부터 잭슨의 콘서트의 주요 요소로 남아있었다. 〈Dangerous〉는 〈Smooth Criminal〉과 비슷하게 그룹 안무가 포함된 곡으로, 이후 공연에서도 믹스로 등장한다.

## 배경

### 법정사건
1994년 작곡가 크리스탈 카티에는 잭슨, 보트렐, 라일리가 이 곡을 표절했다고 비난했다. 카르티에는 1985년에 이 노래를 작사, 저작권, 녹음했다고 주장했다. 잭슨은 법정 공판에서 1985년 보트렐과 공동 작곡한 〈Streetwalker〉라는 노래에서 〈Dangerous〉가 나왔다고 증언했다. 그의 오리지널 데모 버전이 법정에서 연주되었다. 이어 아카펠라 공연인 〈Dangerous〉와 〈Billie Jean〉이 녹음되어 그의 작곡 습관에 대한 보기 드문 통찰력을 주었다. 카르티에가 소송을 뒷받침할 오리지널 테이프를 공급하지 못하자 판사는 잭슨의 손을 들어주었고 카르티에에게는 항소권이 주어지지 않았다.

## 차트 성과
싱글로 발매되지는 않았지만, 〈Dangerous〉는 6월 잭슨의 죽음 이후 2009년 중반에 음원 차트에 진입했다. 이 곡은 2009년 7월 12일 한 주 동안 스위스 싱글 차트에서 최고 순위인 78위로 데뷔했다. 이 곡은 또한 2009년 7월 13일 한 주 동안 독일 싱글 차트에서 99위로 정점을 찍었다. 〈Dangerous〉는 두 나라 차트에 일주일 동안만 머물렀다.